# Pierre Wichman

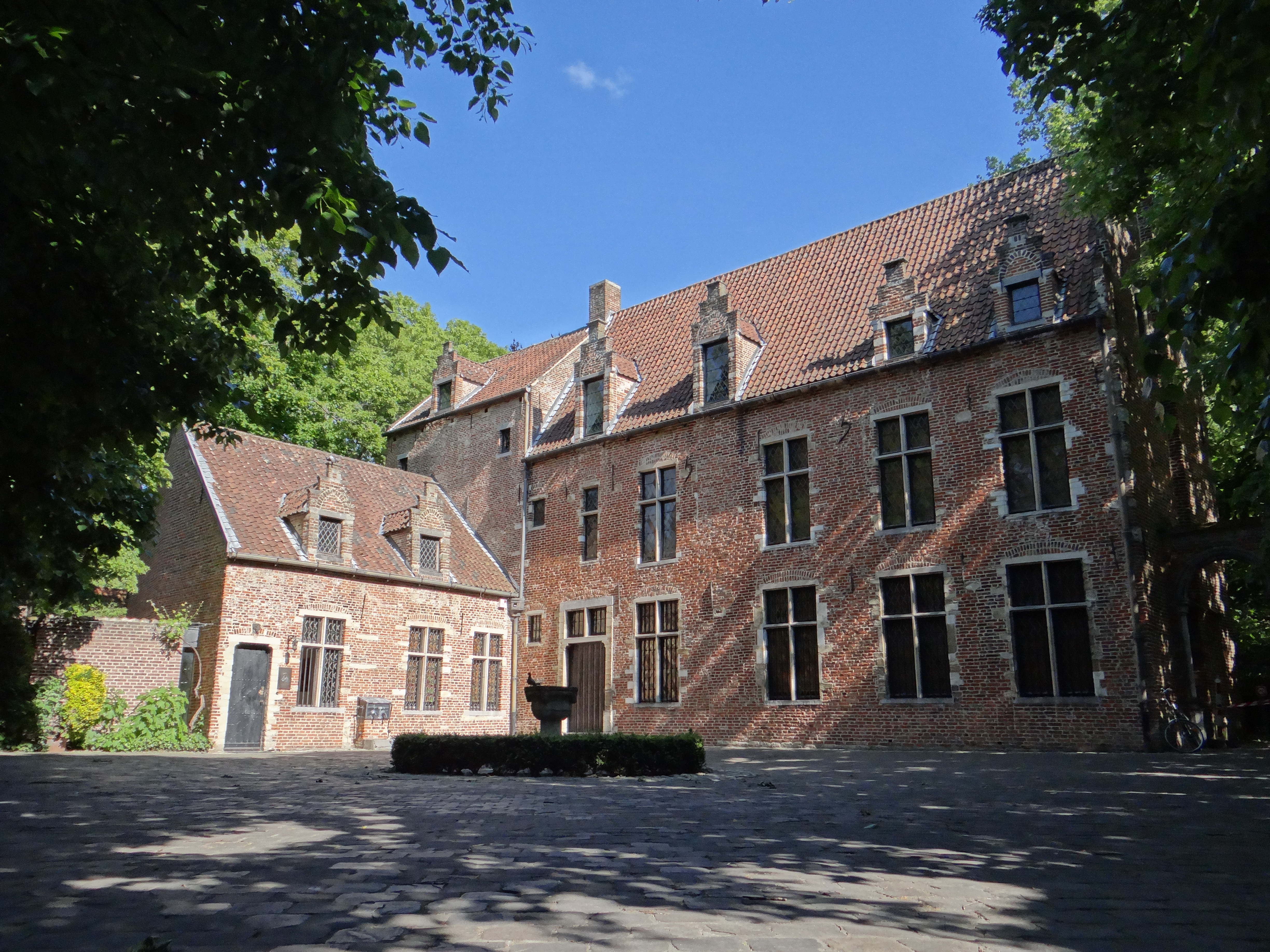
La maison du chanoine Pierre Wichman à Anderlecht, où résida Érasme en 1521. Cette maison est devenue le musée de la Maison d'Érasme.

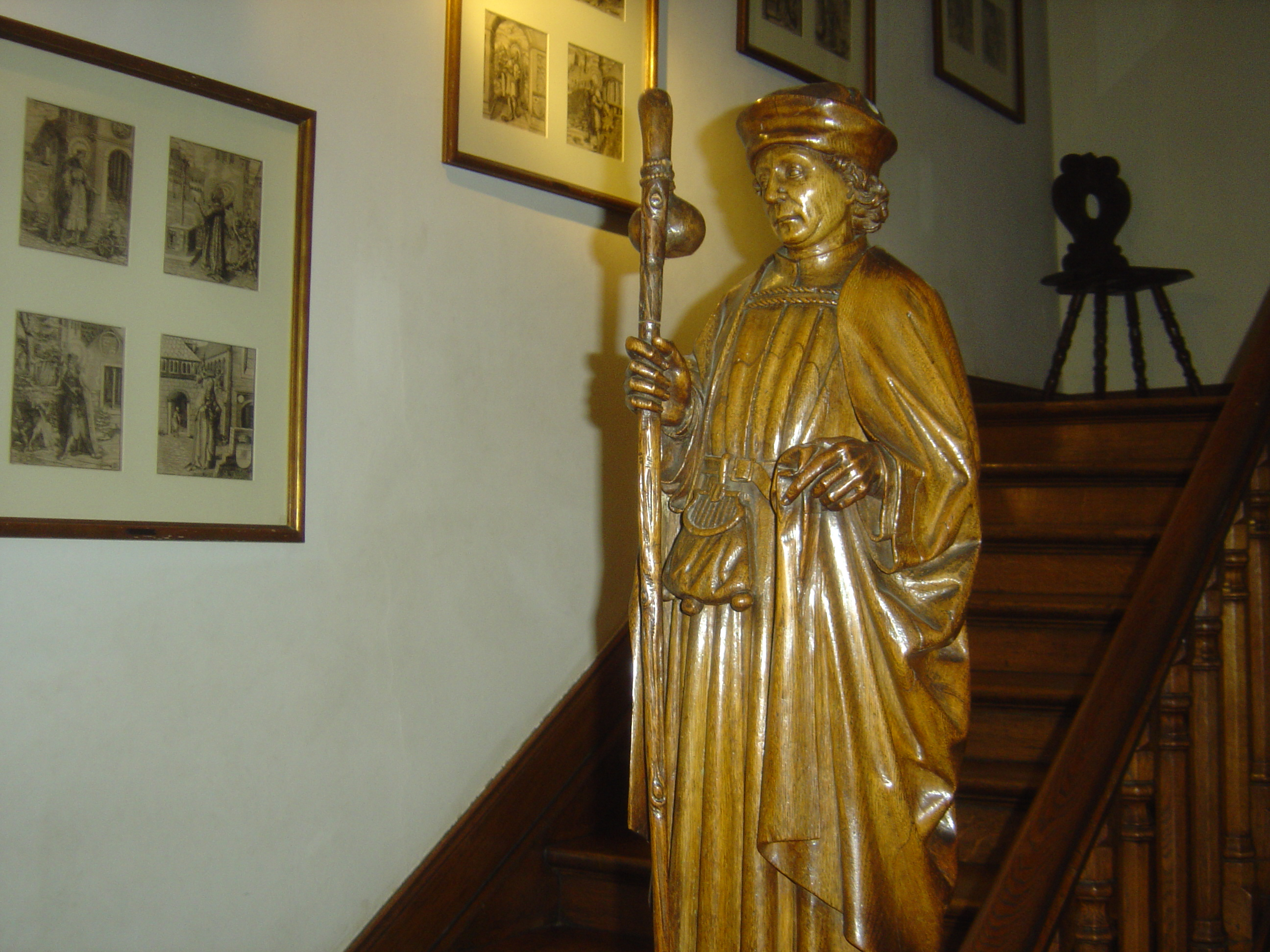
Érasme voyageur, statue ornant la cage d'escalier de la maison de Pierre Wichman.

Peter Wijchmans, francisé en Pierre Wichman ou latinisé en Petrus Wychmannus, est un chanoine d'Anderlecht et un humaniste, né à Bruxelles dans le dernier quart du XVe siècle et mort à Anderlecht, le 18 février 1535, où il fut inhumé dans la grande nef de la Collégiale Saints-Pierre-et-Guidon d'Anderlecht.

## Éléments biographiques
Il figure le 29 janvier 1500 dans le registre de la Faculté des Arts de l'Université de Louvain.
En janvier 1507, il est cité comme succédant à Jacques de Bologne, comme chanoine et écolâtre du chapitre d'Anderlecht, fonction qu'il exerça sa vie durant.

## Érasme
Le nom de Pierre Wichman, ou sans doute plus exactement Peter Wijchmans, est passé à la postérité pour avoir donné de mai à octobre 1521 l'hospitalité à Érasme dans sa vaste demeure située à Anderlecht et devenue le musée de la Maison d'Érasme. Cette maison était jadis la propriété de campagne des banquiers et changeurs bruxellois Suweel dont Peter Wijchmans avait probablement hérité. Il appartenait vraisemblablement à la famille de Peeter Wijchmans, changeur attitré de la ville de Bruxelles.
Érasme data de cette résidence anderlechtoise vingt deux lettres conservées.
Il reste également, datée de Bruges au 29 août 1521 une lettre adressée par Érasme à "Petrus Wychmannus" ainsi qu'une lettre de "Petrus Wychmannus" à Érasme, donnée à Malines le 22 mars 1522.